# Azida de plom (II)
L'azida de plom (II)  Pb(N3)2 és un compost inorgànic. És més explosiva que la major part  d'azides. S'empra com a enceb en detonadors per a iniciar explosius més estables. Es ven en pols de color entre blanc i camusa.

## Obtenció
L'azida de plom (II) s'obté per la reacció de l'azida de sodi i el nitrat de plom(II) en dissolució aquosa. També s'hi pot usar acetat de plom(II).
Sovint s'hi afegeixen espessidors com ara la dextrina o l'alcohol de polivinil per a estabilitzar el producte precipitat. De fet, normalment es distribueix en una solució dextrinada que en redueix la sensibilitat.

## Història
L'azida de plom va ser preparada en forma pura per primera vegada per Theodor Curtius en 1891. A causa de la seva sensibilitat i estabilitat, es va desenvolupar la forma dextrinada de l'azida de plom (MIL-L-3055) en les dècades de 1920 i 1930, i la producció a gran escala va començar en 1932 a càrrec de DuPont Co. El desenvolupament de detonadors durant la Segona Guerra Mundial va produir la necessitat de tenir una forma d'azida de plom amb més potència explosiva. Amb aquest objectiu s'hi va desenvolupar l'azida de plom RD-1333 (MIL-DTL-46225), una versió amb carboximetilcel·lulosa de sodi com a agent precipitant. La guerra de Vietnam va generar un augment de les necessitats d'azida de plom i això va provocar la fabricació de l'azida de plom de propòstit especial (MIL-DTL-14758) i que el govern dels Estats Units d'Amèrica acumulés grans quantitats d'azida de plom. Després de la guerra de Vietnam, l'ús d'azida de plom es va reduir dràsticament. A causa de la quantitat emmagatzemada als Estats Units, la manufactura d'azida de plom en aquest país va cessar a començament de la dècada de 1990. A partir de l'any 2000, les preocupacions sobre el temps transcorregut i l'estabilitat de l'estoc va dur al govern d'Estats Units a investigar mètodes per a desfer-se'n i a cercar nous fabricants.

## Característiques explosives
L'azida de plom és molt sensible i normalment s'emmagatzema i es gestiona sota l'aigua en contenidors de goma. Una caiguda d'aproximadament 150 mm o una descarrega elèctrica de 7 mil·lijoules la fa esclatar. La seua veloctitat de detonació és aproximadament de 5180 m/s.
L'acetat d'amoni i el dicromat de sodi s'empren per a destruir petites quantitats d'azida de plom.
L'azida de plom reacciona amb coure, zinc, cadmi, or aliatges que continguen aquests metalls per a formar altres azides. Per exemple, l'azida de coure és encara més explosiva i massa sensible per a usos comercials.